# كرسول رمحي مقلوب
كرسول رمحي مقلوب (الاسم العلمي:Crassula oblanceolata) هو نوع نباتي يتبع جنس الكرسول من فصيلة الكرسولية.